# Affligem (cerveza)
Affligem es una marca de cerveza que forma parte del grupo Alken-Maes desde 2010 (propiedad del grupo holandés Heineken). El nombre proviene de la abadía benedictina de Affligem fundada en 1062. Esta ciudad está ubicada en la provincia del Brabante Flamenco, a unos veinte kilómetros al noroeste de Bruselas. Habiendo destruido la abadía original, las cervezas de la marca Affligem nunca se elaboraron allí. Los monjes concedieron la licencia para explotar el nombre de la abadía a la cervecería De Smedt, que se convirtió en la cervecería Affligem ubicada en Opwijk, en la provincia de Brabante flamenco.

## Cervezas
Affligem comercializa varios tipos de cerveza: 
- Affligem Blond cerveza blonde con 6,7 % de alcohol.
- Affligem Dubbel cerveza tostada con 6,8 % de alcohol.
- Affligem Tripel cerveza blonde con 9,0 % de alcohol (votada repetidamente como la mejor cerveza triple belga del mundo[1]).
- Affligem Patersvat es una cerveza blonde de otoño con 6,8 % de alcohol.
- Affligem Christmas también llamada Affligem Noël es una cerveza tostada de temporada con 9 % de alcohol.
- Affligem 950 Cuvée cerveza blonde con 6,8 % de alcohol. Se produjo desde mayo de 2012 para conmemorar los 950 años desde la fundación de la abadía de Affligem.